# Paul Häringer
Paul Häringer (geboren 17. Juni 1962; gestorben 17. Juni 2015) war ein deutscher Eishockeytorwart.

## Karriere
Paul Häringer spielte von 1979/80 bis 1982/83 in der Oberliga beim EC Peiting und beim SV Bayreuth. Ab der Saison 1983/84 bis zur Saison 1984/85 wechselte er in die 2. Liga, wo er beim Augsburger EV und anschließend beim ERC Sonthofen spielte.
Zwischen 1985/86 und 1988/89 spielte er für den SV Bayreuth in der Bundesliga und in der 2. Liga, bevor er nach Landsberg zum EV Landsberg wechselte. Dort spielte er bis zur Saison 1994/95. Von 1995/96 bis 1996/97 spielte er beim EC Peiting. Seine letzten Verein während seiner Karriere war der TSV Peißenberg, wo er nach der Saison 1998/99 seine Karriere beendete.
Paul Häringer starb an seinem 53. Geburtstag.